# 莫潘河

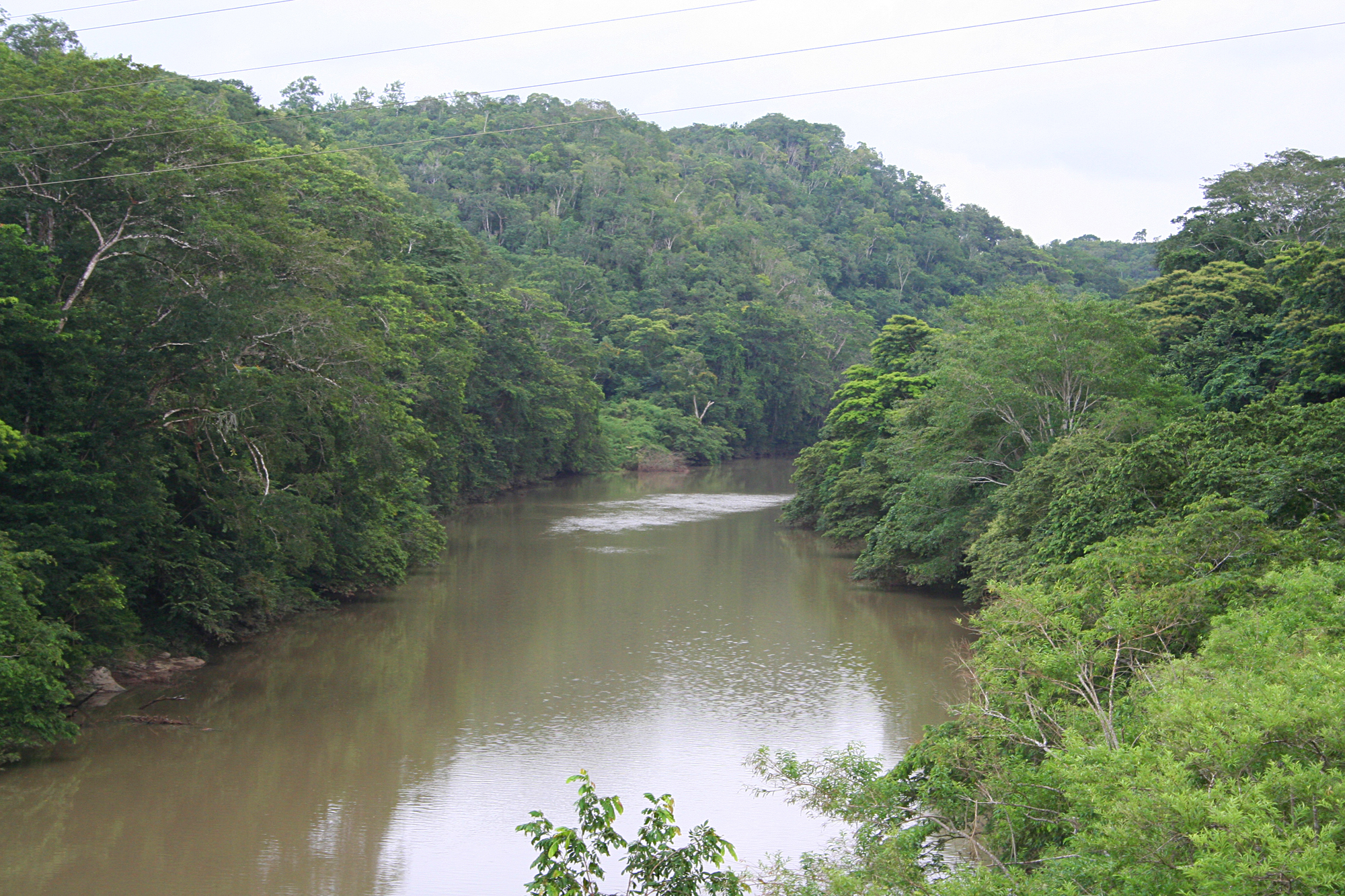
莫潘河

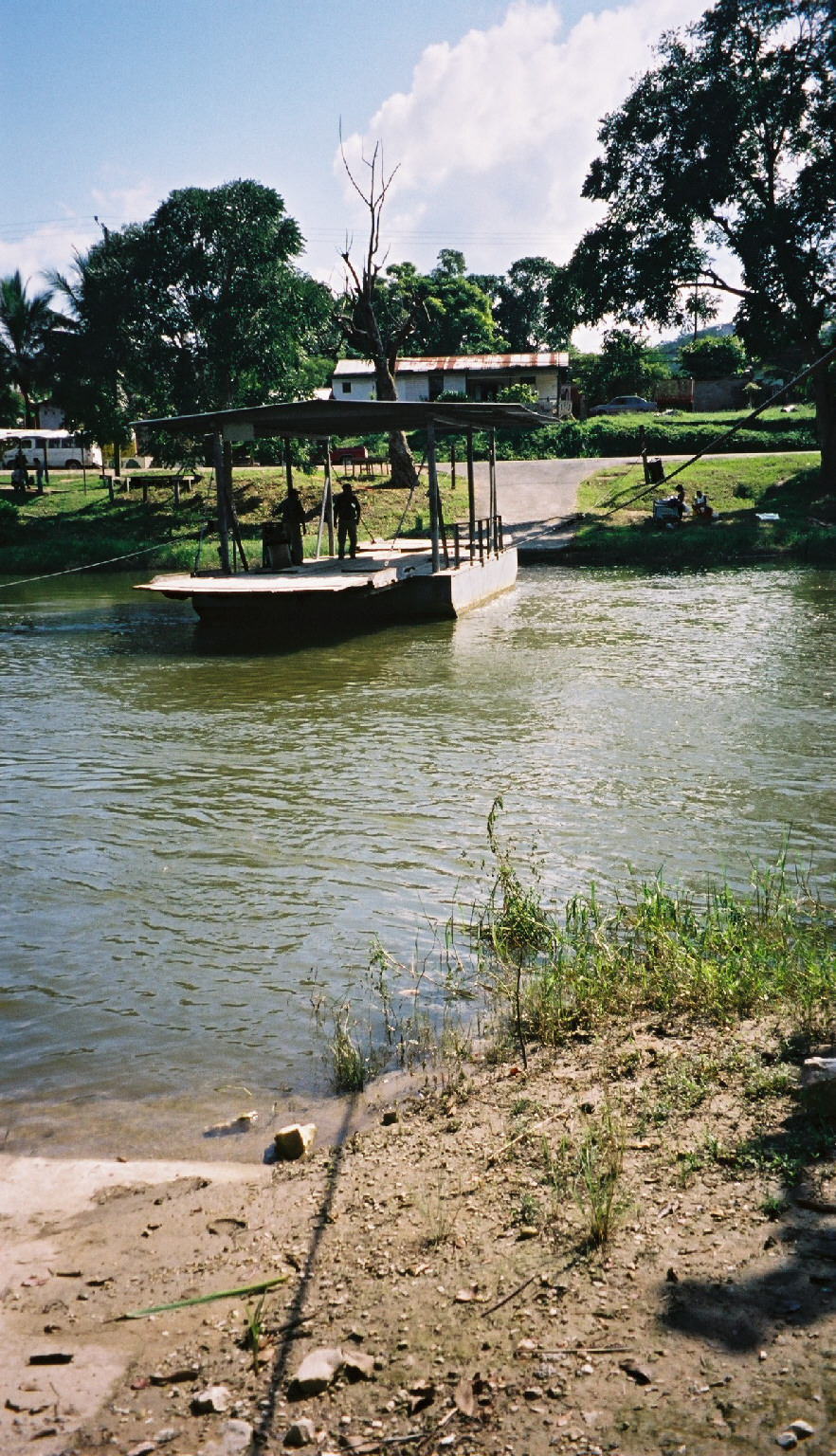
莫潘河上的船隻

莫潘河（西班牙語：Río Mopán）是伯利茲的河流，位於卡約區，毗鄰與危地馬拉接壤的邊境，河道全長50公里，發源自貝登省，最終與馬卡爾河匯流成為伯利茲河。